# 椿宝座
椿宝座（ちんほうざ）は、大森靖子プロデュースによる日本のパフォーマンスユニット（アイドルグループ）。2023年11月11日に結成。TOKYO PINK所属。

## 概要
「原始、人間は生まれながらにして圧倒的に特別だ。 同じ心などないことを、もっとおもしろく、もっと美しく、極彩色の日本へ。」をコンセプトとし、性別や価値観を超越したメンバーで構成される。

## 略歴
2023年
- 11月11日、「♡秋のTOKYOPINK FES♡」にて、結成を発表[1]。
- 12月8日、初ライブ「椿宝座お目見え発表会」を開催。

2024年
- 1月11日、椿空昏の脱退が発表される[3]。
- 1月23日、椿絵光人・椿望なむの活動休止が発表される[4]。
- 3月19日、椿絵光人が『月刊椿宝座手刀 vol.4 -椿絵光人 卒業公演-』にて卒業[5]。
- 7月16日、椿望なむが『月刊椿宝座手刀 vol.8 -椿望なむ 卒業公演-』にて卒業[6]。
- 8月15日、世椿玲灯が『月刊椿宝座手刀 vol.9 -世椿玲灯 卒業公演-』にて卒業[7]。
- 10月16日、世椿玲灯の『月刊椿宝座手刀』への定期出演が発表される[8]。
- 12月23日、椿類が『月刊椿宝座手刀 vol.13』にて卒業[9]。

2025年
- 6月12日、同年8月28日に東京・音処 手刀で行う単独公演をもって無期限で活動を休止することを発表した[10][11]。

## メンバー

### 現メンバー
| 名前      | 読み                | 誕生日  | カラー | キャッチフレーズ | 備考                       |
| --------- | ------------------- | ------- | ------ | ---------------- | -------------------------- |
| 千椿 真夢 | せんつばき まゆ     | 3月20日 | 薔薇色 | - 美神           | 2025年1月1日からZOCXと兼任 |
| 夜椿 娘男 | よるつばき こなん   | 6月8日  | 勝色   | - 乙女戦車       |                            |
| 世椿 玲灯 | よつばき れいひ     | 8月14日 | 小紫   | - 座長           |                            |
| 白椿 明溟 | しろつばき めいめい | 6月10日 | 月白   | - 純白の廃人     |                            |

#### 千椿 真夢（センツバキ マユ）
- ZOC YouTubeチャンネル出演作品

『世界で一番不幸なクリスマスイブを迎えた女子アナ / ジェラ染カレン』
『断捨離彼氏踊ってみた/ジェラ染カレン/あいみ/真夢/』
『激辛ペヤングvsトーピン女子高生/鎮目のどか/千椿真夢/海老一 陽南』
『獄激辛ペヤングに悶絶する女子高生/鎮目のどか/千椿真夢/海老一 陽南』
『激辛JK3人でfamily name踊ってみた/鎮目 のどか/千椿 真夢/海老一 陽南』
- 大森靖子 YouTubeチャンネル出演作品

『ミス・フォーチュン ラブ』Music Video

#### 夜椿 娘男（ヨルツバキ コナン）
- 大森靖子のMusic Video『桃色団地』、『幸内炎』にてメイクを担当。

#### 白椿 明溟（シロツバキ メイメイ）
- 大森靖子 YouTubeチャンネル出演作品

『さみしいおさんぽ』Music Video

#### 世椿 玲灯（ヨツバキ レイヒ）
- 2024年8月15日、卒業公演を行う[7]。
- 2024年10月16日、Xにて「月刊椿宝座手刀」公演に定期的に出演することを発表[8]。
- 2024年11月4日、『♡秋のTOKYOPINKFES♡2024』1部公演「♡23年組1周年きねん超らいぶ♡ありがとう藍染先輩編」に出演。

### 旧メンバー

#### 椿空 昏（ツバキソラ コン）
- 織部色担当。
- 2024年1月11日、脱退が発表される[3]。

#### 椿絵 光人（ツバキエ コウタ）
- 猩猩緋色担当。
- 2024年3月19日、卒業公演を行う[5]。
- 2024年4月より、「たきざわこうた」として活動中。

#### 椿望 なむ（ツバキモチ ナム）
- み空色担当。
- 2024年7月16日、卒業公演を行う[6]。

#### 椿 類（ツバキ ルイ）
- 檸檬色担当。
- 2024年12月23日、卒業[9]。

## 作品
- flop

作詞・作曲：大森靖子、編曲：大久保薫
- 白は200色、ピンクは無限

作詞・作曲：大森靖子、編曲：大久保薫
- tight gee

作詞・作曲：大森靖子、編曲：大久保薫
- Vibes Vibes（原曲はBOYSGROUP）

作詞・作曲：大森靖子、編曲：大久保薫

## ライブ・イベント
【定期公演】
- 月刊椿宝座手刀（2023年12月 - ）
- 椿宝座寄合（トークイベント、2024年1月 - ）

### 椿宝座MARZ定期公演
| 公演日 | 公演日   | 会場     | 公演名                                            | ゲスト                                   |
| ------ | -------- | -------- | ------------------------------------------------- | ---------------------------------------- |
| 2024年 | 1月12日  | 新宿MARZ | 椿宝座MARZ月例公演 vol.1『反戦と恋』              |                                          |
| 2024年 | 2月17日  | 新宿MARZ | 椿宝座MARZ月例公演 vol.2『反戦と恋と真心』        | TOKYO PINK MINDS                         |
| 2024年 | 4月12日  | 新宿MARZ | 椿宝座MARZ月例公演 vol.3『獄楽と春』              |                                          |
| 2024年 | 5月2日   | 新宿MARZ | 椿宝座MARZ月例公演 vol.4『焦燥と壁』              | 荼緒あいみ（ZOC）                        |
| 2024年 | 6月28日  | 新宿MARZ | 椿宝座MARZ月例公演 vol.5『孤動と熱』              | ユニコーン2.0                            |
| 2024年 | 7月23日  | 新宿MARZ | 椿宝座MARZ定期公演『椿宝座対MAPA -運命と愛-』     | MAPA                                     |
| 2024年 | 8月21日  | 新宿MARZ | 椿宝座MARZ定期公演『孤独と川』                    | 3ZOC（大森靖子、藍染カレン、荼緒あいみ） |
| 2024年 | 9月11日  | 新宿MARZ | 椿宝座MARZ定期公演『校長と砂』                    | ジョニー大蔵大臣（水中、それは苦しい）   |
| 2024年 | 10月9日  | 新宿MARZ | 椿宝座MARZ定期公演『情愛と準 -荼緒あいみ生誕SP-』 | 荼緒あいみ（ZOC）                        |
| 2024年 | 11月11日 | 新宿MARZ | 椿宝座・THE PINK MINDS MARZ合同公演『挙動と心』   | THE PINK MINDS                           |
| 2024年 | 12月3日  | 新宿MARZ | 椿宝座MARZ定期公演『挑戦と奏』                    | 宇城茉世（MAPA）                         |
| 2025年 | 1月9日   | 新宿MARZ | 椿宝座MARZ定期公演『抱擁と声』                    | ゆっきゅん、MAPA（O.A）                  |
| 2025年 | 2月12日  | 新宿MARZ | 椿宝座MARZ定期公演『天国と絆』                    | 天國３ゅ姫（ZOCX）                       |

【TOKYO PINK FES】
- ♡秋のTOKYOPINK FES♡（2部）
- TOKYO PINK FES!13以降

【その他】
- 船に乗れ！TOKYO PINK 夏のクルーズPARTY☆（2024年9月）

## ラジオ出演
- FAIR NEXT INNOVATION ICONIC MOMENTS “TOKYO PINK SPECIAL”（2023年12月29日、ZIP-FM） - 椿類・椿絵光人・椿望なむ・夜椿娘男

## ファンクラブ
- 2023年12月1日　公式ファンコミュニティ「椿宝館」開設[2]
- 2024年1月1日 - 1月7日　スクラッチ「謹賀新年！椿宝座運試しスクラッチ！」開催
- 2024年1月9日　トークライブ「椿宝座・架電」開催（椿空昏が体調不良のため欠席）

## その他
- チケット100枚売ろうぜ大作戦